# Азійська премія культури Фукуока
Азійська премія культури Фукуока (福岡アジア文化賞Fukuoka Ajia Bunkashō) — премія міста Фукуока і Фонду Йокаторія за видатні роботи зі збереження і розвитку азійської культури. Заснована в 1990 році.
Серед лауреатів даної премії: сінгапурський художник Танг Да Ву (Tang Da Wu) (1999), індонезійський письменник Прамудія Ананта Тур (Pramoedya Ananta Toer) (2000), малайзійський ляльковод Хамза Аванг Амат (Hamzah Awang Amat) (2000), малайзійський карикатурист Лат (Lat) (2002), сінгапурський композитор Дік Лі (Dick Lee) (2003), малайзійський антрополог Шамсул Амрі Бахаруддін (Shamsul Amri Baharuddin) (2008). Розмір премії складає від 3 до 5 млн йєн.

## Лауреати премії
Серед нагороджених також: китайський письменник і перекладач Ба Цзінь (1990), японський кінорежисер, сценарист і продюсер Акіра Куросава (1990), британський біохімік і ембріолог, синолог Джозеф Нідем (1990), державний діяч Таїланду, прем'єр-міністр в 1975—1976 роках Кикріт Прамота (1990), індійський композитор, віртуоз гри на сітарі Раві Шанкар (1991), індонезійська історик Тауфік Абдуллах (1991), японська вчена, почесний професор соціальної антропології Тіе Накане (1991), американський японознавець, перекладач японської літератури Дональд Лоуренс Кін (1991), американський антрополог та соціолог Кліффорд Гірц (1992), китайський антрополог, соціолог, політичний діяч Фей Сяотун (1993), малайзійський учений-економіст Унгку Абдул Азіз (1993), монгольська співачка традиційних народних протяжних пісень Намжілин Норовбанзад (1993), сінгапурський учений-історик Ван Гунву (1994), індонезійська антрополог Кунчаранінграт (1995), американо-корейський художник, засновник відеоарту Нам Джун Пайк (1995), пакистанський співак Нусрат Фатех Алі Хан (1996), південнокорейський кінорежисер Їм Квон Тхек (1997), сінгапурський художник Танг Да Ву (1999), Тайванський кінорежисер Хоу Сяосянь (1999), індонезійський письменник Прамудья Ананта Тур (2000), британський політолог і соціолог Бенедикт Андерсон (2000), малайзійський ляльковод Хамза Аванг Амат (2000), бангладешський банкір, професор економіки, лауреат Нобелівської премії миру 2006 Мухаммад Юнус (2001), філіппінський кінорежисер Марілу Діас-Абайя (2001), китайський актор, режисер, продюсер, сценарист Чжан Їмоу (2002), малайзійський карикатурист Лат (2002), сінгапурський композитор Дік Лі (2003), китайський письменник Мо Янь (2006), індійський політичний психолог, теоретик соціології, критик Ашиш Нанді (2007), гонконгська актриса, режисер, сценарист, продюсер Енн Хуей (2008), малайзійський антрополог Шамсул Амри Бахаруддін (2008), китайський художник Цай Гоцян (2009), індійський філософ, актівіст — Вандана Шива (2012), тайський незалежний кінорежисер, сценарист і продюсер Апічатпонг Вірасетакун (2013), індонезійська вчена Азюмарді Азра (2014), індійський історик і письменник Рамачандра Гуха (2015), індійський кінокомпозитор, співак і музичний продюсер Алла Ракха Рахман (2016), таїландський письменник Кріс Бейкер (2017).